# Wallisià
El wallisià (Fakaʻuvea) és una llengua polinèsia parlada a l'illa Wallis, una de les que formen la regió d'ultramar de Wallis i Futuna. També és anomenada Uveà de l'est per tal de diferenciar-la de l'Uveà de l'oest, parlat a Ouvéa, una de les Illes Loyauté (Nova Caledònia).
El wallisià ha estat classificat com a llengua polinèsia nuclear, molt propera al tongalès, ja que formà part de l'Imperi Tu'i Tonga. És propera també al samoà i al malgaix com mostra la tabla següent.
|        | Correspondència dels fonemes |          |        |          |               |          |
| Fonema |                              | Tongalès | Samoà  | Wallisià | Malgaix       | Català   |
| /ŋ/    | *taŋata                      | tangata  | tagata | tagata   | ranada        | home     |
| /s/    | *sina                        | hina     | sina   | hina     | sina(matsaho) | cana     |
| /ti/   | *tiale                       | siale    | tiale  | tiale    | fialy         | Gardenia |
| /k/    | *waka                        | vaka     | vaʻa   | vaka     | baka          | canoa    |
| /f/    | *fafine                      | fafine   | fafine | fafine   | vaviny        | dona     |
| /ʔ/    | *matuqa                      | motuʻa   | matua  | matua    | matoa         | pare     |
| /r/    | *rua                         | ua       | lua    | lua      | roa           | dos      |
| /l/    | *tolu                        | tolu     | tolu   | tolu     | telo          | tres     |

## Alfabet
Les cinc vocals estàndard: a, e, i, o, u, amb les seves variats allargades: ā, ē, ī, ō, ū.
Les consonants: f, g (sempre pronunciada com ŋ (ng)), h, k, l, m, n, s (rara, només en paraules estrangeres), t, v, '.
La ʻ, representa l'oclusiva glotal sorda (vegeu també okina), és coneguda en wallisià com a fakamoga (pertanyent a la gola). La fakamoga és avui dia ensenyat a les escoles, i es pot escriure amb apòstrof corb o invertit. De manera similar, el màcron (wallisià: fakaloa, 'allargar') és ensenyat a les escoles per marcar les vocals llargues, encara que la generació de més edat mai ha marcat l'aturada glotal o allargat les vocals.
Per exemple: Mālō te ma'uli ('bon dia').

## Expressions essencials
| Català         | Wallisià             |
| -------------- | -------------------- |
| Hola           | Mālō                 |
| Bon dia        | Mālō te mā’uli       |
| Bona tarda     | Mālō te kataki       |
| Passi-ho bé    | ‘Alu la              |
| Adéu           | Nofo la              |
| Com estàs?     | ‘E (ke) lelei pe?    |
| Estic bé       | Ei, ‘e lelei pe      |
| Gràcies        | Mālō te ofa          |
| Moltes gràcies | Mālōpe si ofa        |
| Sí             | Ei                   |
| No             | Oho                  |
| Em dic ...     | Ko toku higoa ko ... |